# Liberation (album de 1349)
Pour les articles homonymes, voir Libération.
Albums de 1349
Beyond the Apocalypse
(2004)
Liberation est le premier album studio du groupe de Black metal norvégien 1349. L'album est sorti le 15 février 2003 sous le label Candlelight Records.
Le titre Buried by Time and Dust est une reprise du groupe de Black metal norvégien Mayhem.

## Musiciens
- Ravn - Chant
- Archaon - Guitare
- Tjalve - Guitare
- Seidemann - Basse
- Frost - Batterie

## Liste des morceaux
1. Manifest - 4:05
2. I Breathe Spears - 4:26
3. Riders of the Apocalypse - 4:36
4. Deathmarch - 1:07
5. Pitch Black - 3:20
6. Satanic Propaganda - 3:44
7. Legion - 4:56
8. Evil Oath - 3:48
9. Liberation - 5:21
10. Buried by Time and Dust (reprise de Mayhem) - 3:05